# 巨松鼠
巨松鼠（学名：Ratufa bicolor），也称为树狗，黑狸，藤狸，黑果狸，黑巨松鼠，马来亚巨松鼠，为一种分布于亚洲东南部的大型啮齿类动物。种名 bicolor 意为“二色的”。
身体瘦长，长约40厘米，尾长可达50～60厘米；头小，耳有明显的毛簇；四肢短；背部、四肢外侧及尾部为深棕色和黑色，腹部、四肢内侧及脸颊为黄色，眼周有黑色眼环。
以植物的果实、花蕊等为食。栖息于亚热带、热带的雨林中。为中国国家二级保护野生动物。